# Shinobu Asagoe
Dit is een Japanse naam; de familienaam is Asagoe.
Asagoe Shinobu (Japans: 浅越 しのぶ) (Kamigori (Hyogo), 28 juni 1976) is een voormalig tennisspeelster uit Japan. Zij speelt rechtshandig en heeft een tweehandige backhand. Asagoe werd professional op 1 februari 1997. Zij beëindigde haar loopbaan in 2006. Haar hoogste enkelspelnotering op de WTA-ranglijst is de 21e plaats, die zij bereikte in april 2005. In het dubbelspel bereikte zij in mei 2006 de dertiende plek.
Asagoe begon met tennis op dertienjarige leeftijd, op school. Haar favoriete ondergrond is hardcourt, terwijl zij de backhand het best beheerst. In het circuit luidt haar bijnaam Shii-chan. Asagoe ging vroeger naar dezelfde middelbare school als de voormalige top tien speelster Kimiko Date.
Asagoe wist in haar loopbaan geen WTA-toernooi in het enkelspel te winnen. Wel was zij driemaal verliezend finaliste en won zij negen toernooien op het ITF-circuit. Haar beste resultaat op de grandslamtoernooien is het bereiken van de kwartfinale op het US Open in 2004. Zij verloor toen van de Amerikaanse Lindsay Davenport.
In het dubbelspel won zij acht toernooien op de WTA-tour. In 2004 stond zij in de bronzen finale in het dubbelspel op de Olympische Spelen in Athene. Zij verloor met landgenote Ai Sugiyama van het Argentijnse duo Paola Suárez en Patricia Tarabini en liep zo een olympische medaille mis. Haar beste resultaat op de grandslamtoernooien is het bereiken van de halve finale op het Australian Open in 2006, samen met de Sloveense Katarina Srebotnik.

## Posities op deWTA-ranglijst
Positie per einde seizoen:
| jaar | rang enkelspel | rang dubbelspel |
| ---- | -------------- | --------------- |
| 2006 | 220            | 25              |
| 2005 | 38             | 23              |
| 2004 | 37             | 26              |
| 2003 | 45             | 44              |
| 2002 | 97             | 29              |
| 2001 | 108            | 108             |
| 2000 | 72             | 158             |
| 1999 | 122            | 187             |
| 1998 | 156            | 141             |
| 1997 | 157            | 143             |
| 1996 | 380            | 439             |
| 1995 | 954            | 452             |
| 1994 | 922            | 515             |

## Palmares
| Legenda                |
| ---------------------- |
| Grandslamtoernooi      |
| Olympische Spelen      |
| Year-End Championships |
| Tier I                 |
| Tier II                |
| Tier III               |
| Tier IV & V            |

### WTA-finaleplaatsen enkelspel
| nr.              | finale     | toernooi       | ondergrond | tegenstandster     | score         |         |
| ---------------- | ---------- | -------------- | ---------- | ------------------ | ------------- | ------- |
| gewonnen finales |            |                |            |                    |               |         |
| geen             |            |                |            |                    |               |         |
| verloren finales |            |                |            |                    |               |         |
| 1.               | 2003-06-15 | WTA Birmingham | gras       | Magdalena Maleeva  | 1-6, 4-6      | details |
| 2.               | 2004-01-16 | WTA Hobart     | hardcourt  | Amy Frazier        | 3-6, 3-6      | details |
| 3.               | 2005-01-08 | WTA Auckland   | hardcourt  | Katarina Srebotnik | 7-5, 5-7, 4-6 | details |

### WTA-finaleplaatsen vrouwendubbelspel
| nr.              | finale     | toernooi          | ondergrond | partner            | tegenstandsters                          | score         |         |
| ---------------- | ---------- | ----------------- | ---------- | ------------------ | ---------------------------------------- | ------------- | ------- |
| gewonnen finales |            |                   |            |                    |                                          |               |         |
| 1.               | 2002-06-16 | WTA Birmingham    | gras       | Els Callens        | Kimberly Po Nathalie Tauziat             | 6-4, 6-3      | details |
| 2.               | 2002-10-06 | WTA Japan (Tokio) | hardcourt  | Nana Miyagi        | Svetlana Koeznetsova Arantxa Sánchez     | 6-4, 4-6, 6-4 | details |
| 3.               | 2004-01-16 | WTA Hobart        | hardcourt  | Seiko Okamoto      | Els Callens Barbara Schett               | 2-6, 6-4, 6-3 | details |
| 4.               | 2004-08-08 | WTA Montréal      | hardcourt  | Ai Sugiyama        | Liezel Huber Tamarine Tanasugarn         | 6-0, 6-3      | details |
| 5.               | 2004-10-10 | WTA Japan (Tokio) | hardcourt  | Katarina Srebotnik | Jennifer Hopkins Mashona Washington      | 6-1, 6-4      | details |
| 6.               | 2005-01-08 | WTA Auckland      | hardcourt  | Katarina Srebotnik | Leanne Baker Francesca Lubiani           | 6-3, 6-3      | details |
| 7.               | 2005-10-16 | WTA Bangkok       | hardcourt  | Gisela Dulko       | Conchita Martínez Virginia Ruano Pascual | 6-1, 7-5      | details |
| 8.               | 2006-04-09 | WTA Amelia Island | gravel     | Katarina Srebotnik | Liezel Huber Sania Mirza                 | 6-2, 6-4      | details |
| verloren finales |            |                   |            |                    |                                          |               |         |
| 1.               | 2003-03-30 | WTA Miami         | hardcourt  | Nana Miyagi        | Liezel Huber Magdalena Maleeva           | 4-6, 6-3, 5-7 | details |
| 2.               | 2003-04-06 | WTA Sarasota      | gravel     | Nana Miyagi        | Liezel Huber Martina Navrátilová         | 6-7, 3-6      | details |
| 3.               | 2005-10-09 | WTA Japan (Tokio) | hardcourt  | María Vento-Kabchi | Gisela Dulko Maria Kirilenko             | 5-7, 6-4, 3-6 | details |
| 4.               | 2006-03-05 | WTA Acapulco      | gravel     | Émilie Loit        | Anna-Lena Grönefeld Meghann Shaughnessy  | 1-6, 3-6      | details |

## Resultaten grandslamtoernooien
| Legenda | Legenda                          |
| ------- | -------------------------------- |
| g.t.    | geen toernooi gehouden           |
| l.c.    | lagere categorie                 |
| –       | niet deelgenomen                 |
| G       | uitgeschakeld in de groepsfase   |
| 1R      | uitgeschakeld in de eerste ronde |
| 2R      | uitgeschakeld in de tweede ronde |
| 3R      | uitgeschakeld in de derde ronde  |
| 4R      | uitgeschakeld in de vierde ronde |
| KF      | uitgeschakeld in de kwartfinale  |
| HF      | uitgeschakeld in de halve finale |
| F       | de finale verloren               |
| W       | het toernooi gewonnen            |
| w-v     | winst/verlies-balans             |

### Enkelspel
| Toernooi        | 2000 | 2001 | 2002 | 2003 | 2004 | 2005 | 2006 | w-v  |
| --------------- | ---- | ---- | ---- | ---- | ---- | ---- | ---- | ---- |
| Australian Open | –    | 1R   | 1R   | 1R   | 1R   | 2R   | 2R   | 2-6  |
| Roland Garros   | –    | 1R   | 2R   | 1R   | 4R   | 2R   | 1R   | 5-6  |
| Wimbledon       | 2R   | 1R   | –    | 4R   | 1R   | 1R   | 2R   | 5-6  |
| US Open         | 3R   | 1R   | 1R   | 3R   | KF   | 3R   | 1R   | 10-7 |

### Vrouwendubbelspel
| Toernooi        | 1998 |    | 2000 | 2001 | 2002 | 2003 | 2004 | 2005 | 2006 | w-v |
| --------------- | ---- | -- | ---- | ---- | ---- | ---- | ---- | ---- | ---- | --- |
| Australian Open | 2R   | 1R | 3R   | KF   | 2R   | 2R   | 3R   | HF   | 14-8 |     |
| Roland Garros   | –    | –  | 1R   | KF   | 2R   | 3R   | KF   | 1R   | 9-6  |     |
| Wimbledon       | –    | 1R | 1R   | 2R   | 3R   | 2R   | 3R   | 1R   | 6-7  |     |
| US Open         | –    | –  | 1R   | 2R   | 2R   | 1R   | 3R   | 3R   | 6-6  |     |

### Gemengd dubbelspel
| Toernooi        | 2003 | 2004 | w-v |
| --------------- | ---- | ---- | --- |
| Australian Open | –    | 1R   | 0-1 |
| Roland Garros   | –    | –    | 0-0 |
| Wimbledon       | 1R   | –    | 0-1 |
| US Open         | –    | –    | 0-0 |